# Simon Magul
Simon Magul (Simon din Samaria) a fost un predicator gnostic însemnat din secolul I d.C., pomenit în Noul Testament, în scrierile creștine patristice și în scrierile gnostice. Scrierile creștine îl descriu negativ, cele gnostice pozitiv. Conform scrierilor creștine, Simon Magul ar fi cerut să obțină pe bani puterea Duhului Sfânt (Faptele Apostolilor 8: 9-24, în special versetul 19), fiind însă aspru refuzat de Sfântul Petru. De la acest episod, cumpărarea și tentativa de cumpărare a celor sfinte pe bani se numește simonie.
În scrierea Acta Petri⁠(en)[traduceți] (ActPetr) din sec. al II-lea este descris un episod tematizat în iconografie: levitația și prăbușirea lui Simon Magul în fața Sfântului Petru.
Origene repetă textul din Noul Testament, la fel ca și Tertulian. 
Iustin Martirul și Filozoful relatează în scrierea sa „Apologia” despre un samaritean pe nume Simon din satul Gitta, care ar fi devenit celebru prin minunile sale făcute la Roma, în timpul împăratului Claudius, ajungând să fie socotit zeu de către popor. Hipolit menționează o lucrare atribuită lui Simon Magul („Marea Revelație”), în care autorul predică omniprezența Forței Infinite, ca principiu a tot ce există. 

## Galerie de imagini

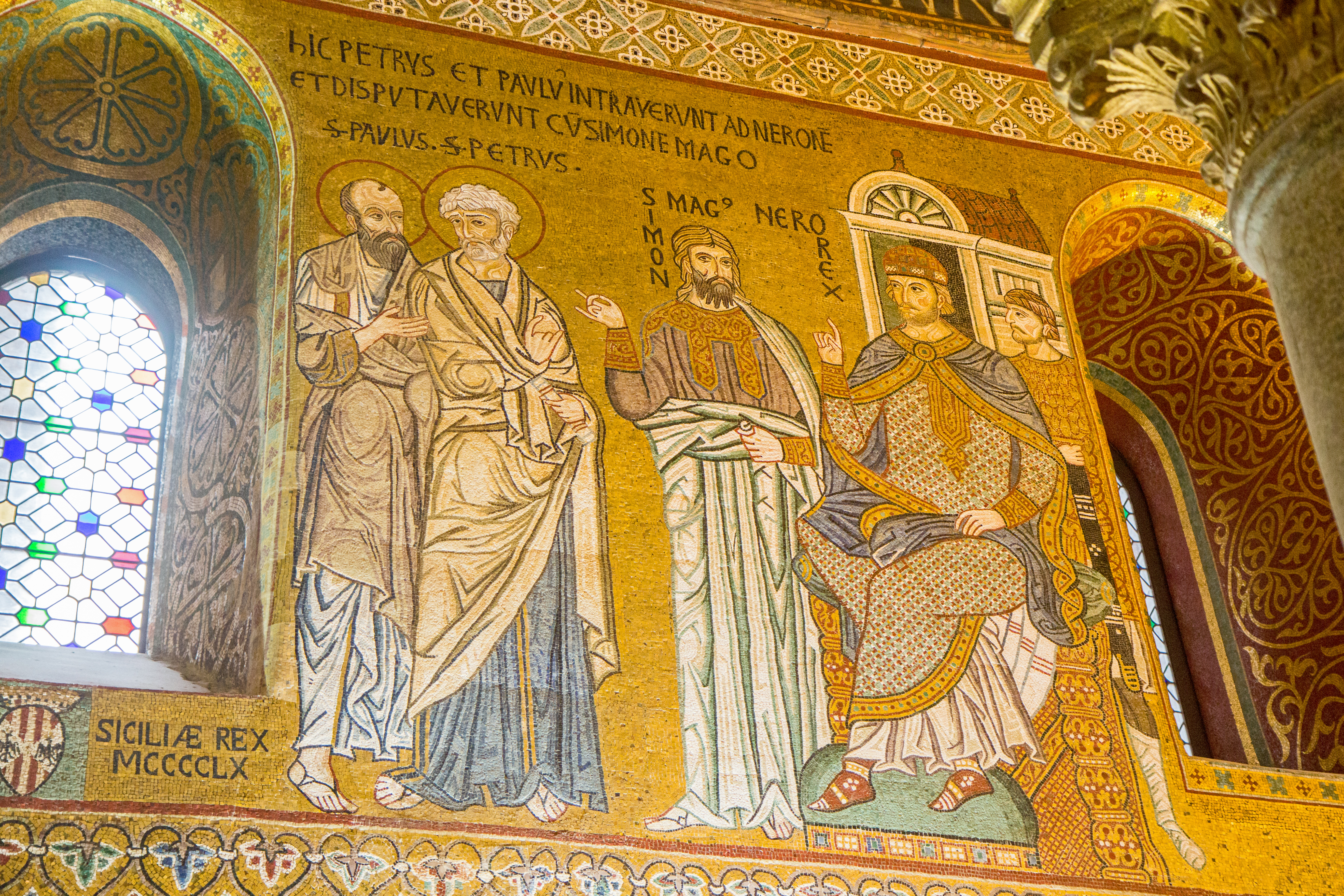
Sfinții Petru și Pavel pe de o parte, Simon Magul și împăratul Nero pe de alta, mozaic din sec. al XII-lea, Cappella Pallatina, Palermo
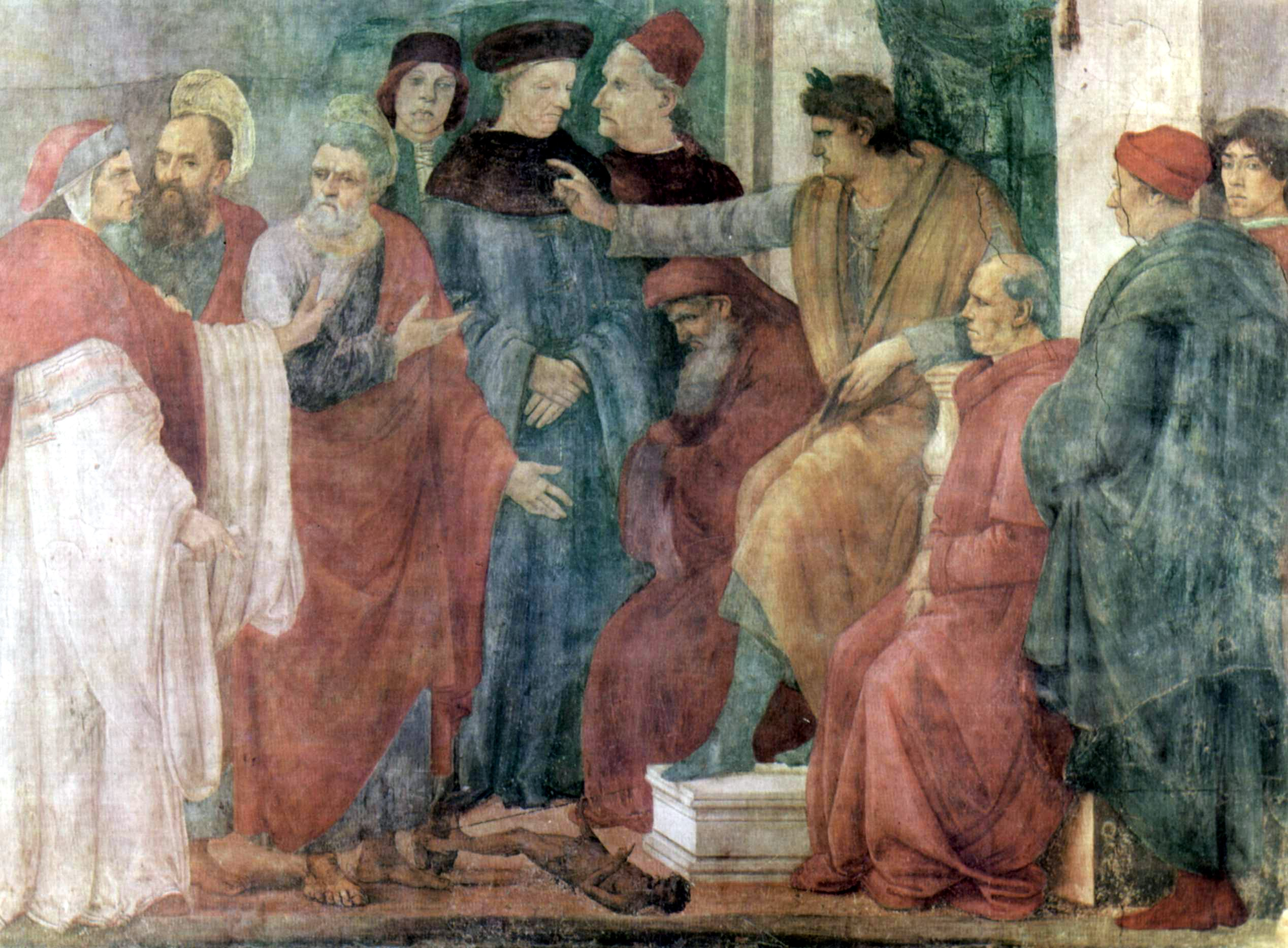
Simon Magul în dispută cu Petru şi Pavel în faţa împăratului Nero. Frescă de Filippino Lippi în basilica Santa Maria del Carmine, Florența
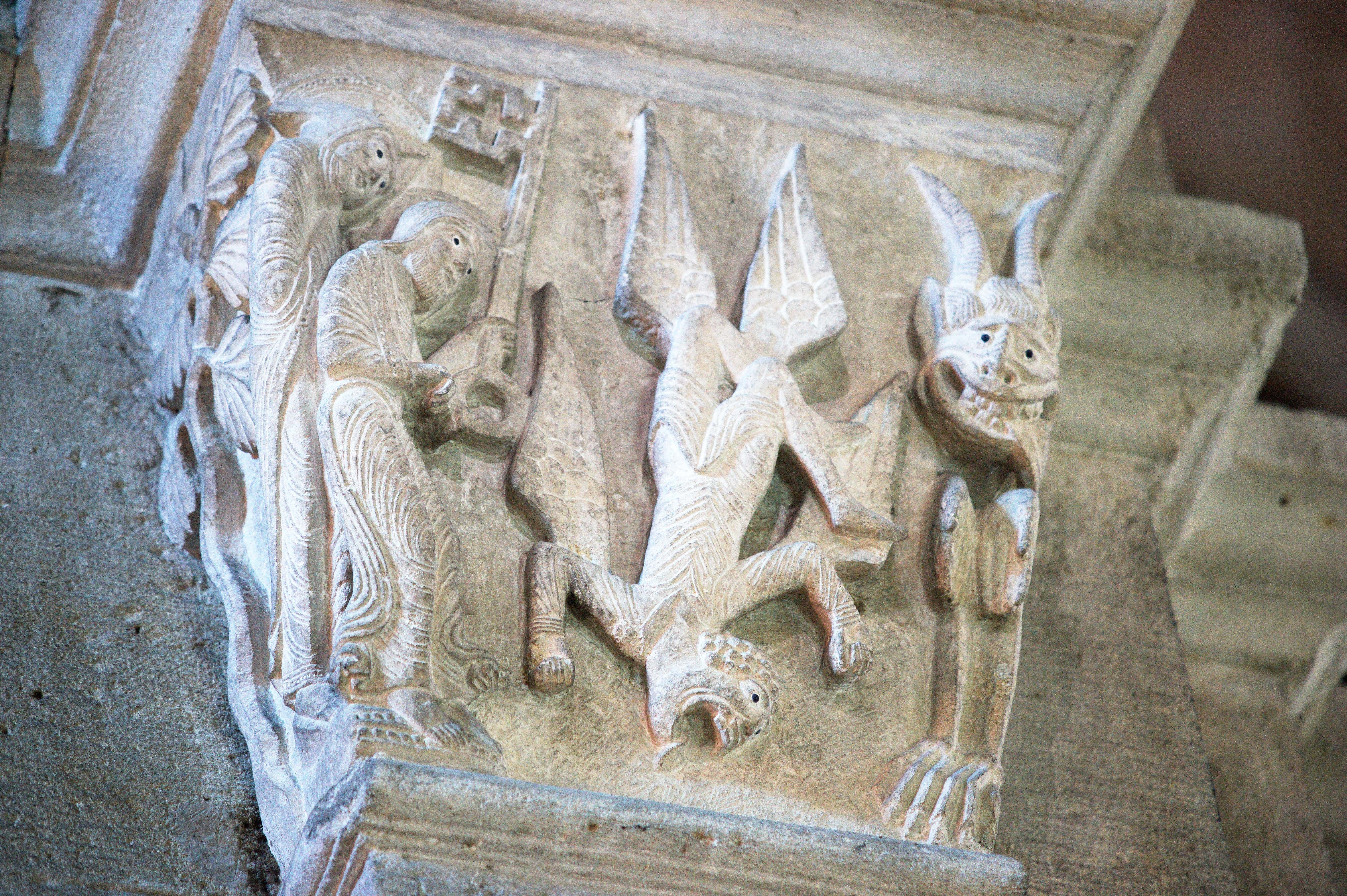
Prăbușirea lui Simon Magul în prezența Sfântului Petru (în stânga, cu o cheie în mână), capitel romanic, Catedrala din Autun